# Dan Fouts
Daniel Francis Fouts (* 10. Juni 1951 in San Francisco, Kalifornien) ist ein ehemaliger US-amerikanischer American-Football-Spieler auf der Position des Quarterbacks. Während seiner gesamten Profilaufbahn, von 1973 bis 1987, spielte er für die San Diego Chargers aus der National Football League (NFL).

## Kindheit und Jugend
Dan Fouts ist der Sohn eines Radio-Sport-Kommentators, Bob Fouts, der hauptsächlich die Spiele der San Francisco 49ers begleitete. Dan war in seiner Kindheit auch Balljunge bei den 49ers.
Fouts ging zuerst für zwei Jahre auf die Marin Catholic High School in Kentfield, Kalifornien und wechselte später zum St. Ignatius College Preparatory in San Francisco für seinen letzten beiden High-School-Jahre.

## College
Er spielte College Football von 1970 bis 1972 an der University of Oregon, wo er 19 Schulrekorde aufstellte. Darunter den für die meisten geworfenen Yards in einer Karriere mit 5.995, der 14 Jahre hielt und den für die meisten Yards in einem Spiel, der sogar bis 1989 hielt. Er wurde 1992 in die University of Oregon Hall of Fame aufgenommen.

## National Football League
Fouts wurde in der dritten Runde der NFL Draft 1973 von den San Diego Chargers ausgewählt. Er führte die Chargers, die von 1970 bis 1978 jeweils nur dritter oder vierter in ihrer Division wurden, von 1979 bis 1982 in die Play-offs. Zweimal sogar (1980 und 1981) bis ins AFC Championship Game, die sie jedoch beide verloren. In seinen ersten Spielzeiten spielten die Chargers auch mit Fouts als Quarterback nicht gut, dies änderte sich erst, als Joe Gibbs 1976 Offense Coordinator und v. a. als Don Coryell 1978 Head Coach wurde. Die Chargers führten eine Offense ein, die von tiefen Pässen lebte und Don Coryell als Air Coryell bekannt machte.
So warf Fouts viermal hintereinander (1979 bis 1982) die meisten Yards in einer NFL-Saison und beendete seine Karriere mit mehr als 40.000 Yards. Er war damit erst der dritte Spieler, nach Johnny Unitas und Fran Tarkenton, der diese Marke überschritt.
Seine Wide Receiver Charlie Joiner und John Jefferson, sowie der Tight End Kellen Winslow wurden 1980 das erste Trio eines Teams der NFL, das jeweils Pässe für mehr als 1000 Yards fing.
Fouts beendete seine Karriere nach 15 Jahren in der NFL mit 3297 vollständigen Pässen in 5604 Versuchen für 43.040 Yards und 254 Touchdowns, bei 242 Interceptions. Er erlief weitere 476 Yards und 13 Touchdowns. Er wurde 1993 in die Pro Football Hall of Fame gewählt und seine Rückennummer 14 wird bei den San Diego Chargers nicht mehr vergeben.

## Nach der Football-Karriere
Nach seiner aktiven Zeit in der NFL begann Fouts eine Karriere beim Fernsehen, als Kommentator von Footballspielen. Er arbeitete in den Jahren für verschiedene Sender und deren Formate – u. a. auch für ABC in Monday Night Football. Im Jahr 1998 spielte er sich selbst im Film Waterboy – Der Typ mit dem Wasserschaden und kommentierte dort mit seinem Kollegen Brent Musburger ein fiktives Footballspiel, den Bourbon Bowl.